# خط نیا
خط نیا ایرانی یا ایلامی قدیمی‌ترین خط شناخته‌شده ایران‌زمین است که حدود ۳۰۰۰ سال پیش از میلاد و در منطقه‌ای وسیع از شوش، پایتخت ایلامی‌ها، گرفته تا «تپه یحیی» در استان کرمان به کار می‌رفته‌است.
تاکنون حدود ۱۶۰۰ لوح گلی که با این خط نوشته شده، پیدا شده‌اند که بیشتر آنها از زیگورات چغازنبیل در شوش، آنشان در استان فارس، تپه یحیی در جیرفت کرمان و تپه سیلک کاشان به دست آمده‌است.
گفته می‌شود که این خط ۱۲۰۰ نشانه دارد. با اینکه مضامین این کتیبه‌ها معلوم شده‌اند اما این خط هنوز رمزگشایی نشده‌است.
در سال ۲۰۱۲ میلادی، دکتر «جیکوب دال»، استاد دانشکده مطالعات شرقی دانشگاه آکسفورد، متن این کتیبه‌ها را در کلیک وبسایتی منتشر کرد تا با تلاش جمعی متخصصان و تازه‌کارهای علاقمند، رمز این خط شکسته شود.
خط نیا ایلامی از راست به چپ نوشته می‌شده و به هیچ خط دیگری از عهد باستان شباهت ندارد.